# David Vaněček (labdarúgó, 1983)
David Vaněček (1983. július 25.) cseh labdarúgó, edző.

## Pályafutása
Vaněček 2004 és 2007 között a cseh élvonalbeli Viktoria Plzeň játékosa volt. A 2007-08-as szezonban a tíz bajnoki mérkőzésen lépett pályára a Mladá Boleslav csapatában, valamint pályára lépett csapata összes UEFA-kupa csoportkörbeli mérkőzésén. 2008 és 2016 között a másodosztályú Baník Sokolovban kétszázöt mérkőzésen huszonöt gólt szerzett. 2016 óta ő a csapat másodedzője.

## Magánélete
Unokatestvére, David szintén labdarúgó.